# Voetbalkampioenschap van Harburg-Lüneburg 1906/07
In 1906/07 werd het tweede voetbalkampioenschap van Harburg-Lüneburg gespeeld, dat georganiseerd werd door de Noord-Duitse voetbalbond. Lüneburger FC 01 werd kampioen. Hoewel de competitie onderdeel was van de Noord-Duitse voetbalbond werd de club niet geselecteerd voor de Noord-Duitse eindronde. 

## Eindstand
| Plaats | Club                     | Wed. | W | G | V | Saldo | Ptn  |
| ------ | ------------------------ | ---- | - | - | - | ----- | ---- |
| 1.     | Lüneburger FC 01         | 6    | 6 | 0 | 0 | 22:5  | 12:0 |
| 2.     | FC Borussia 04 Harburg   | 6    | 4 | 0 | 2 | 16:6  | 8:4  |
| 3.     | FC Alemannia Lüneburg    | 6    | 1 | 0 | 5 | 7:15  | 2:10 |
| 4.     | SV Eintracht 03 Lüneburg | 6    | 1 | 0 | 5 | 6:25  | 2:10 |

|  | Kampioen |